# 2012: وقت التغيير (فلم 2010)
2012: وقت التغيير (بالإنجليزية: 2012: Time for Change) هو فيلم وثائقي أنتج عام 2010، أخرجه جواو أموريم، وعرض لأول مرة يوم 9 أبريل 2010 في مسرح لوميير في سان فرانسيسكو. ويظهر في الفيلم ديفيد لينش وستينغ وإلين بيج وجيلبرتو جيل وغيرهم.

## وصلات خارجية
مقالات تستعمل روابط فنية بلا صلة مع ويكي بيانات